# 779 Nina
779 Nina
779 Nina là một tiểu hành tinh ở vành đai chính. Nó được G. N. Neujmin phát hiện ngày 25.01.1914 ở Simeiz (Krym, Ukraina), và được đặt theo tên nhà toán học Nina Nikolaevna Neujmina, em gái của G. N. Neujmin.